# Changhe
Jiangxi Changhe Automobile Co Ltd — китайский автопроизводитель со штаб-квартирой в Цзиндэчжэни, провинция Цзянси.

## История
Компания Changhe была основана в 1970 году. До 2010 года она являлась дочерней компанией китайской корпорации авиационной промышленности, до 2013 года принадлежала компании Changan, а с 2013 года принадлежала компании BAIC.
В 1973 году началось пробное производство автобусов, а в 1982 году были налажены длительные отношения китайской компании Changhe с японской компанией Suzuki. Первая модель — Suzuki Carry ST90V. В 1995 году компания Changhe вступила в юридическое партнёрство с компанией Suzuki. Таким образом, было основано совместное предприятие Jiangxi Changhe-Suzuki Automobile Co Ltd. В то время как некоторые модели производились другим совместным предприятием, Changan Suzuki, импортные модели реализовывались компанией Suzuki Motor (China) Investment Co Ltd.

В 2022 году компания была ликвидирована.

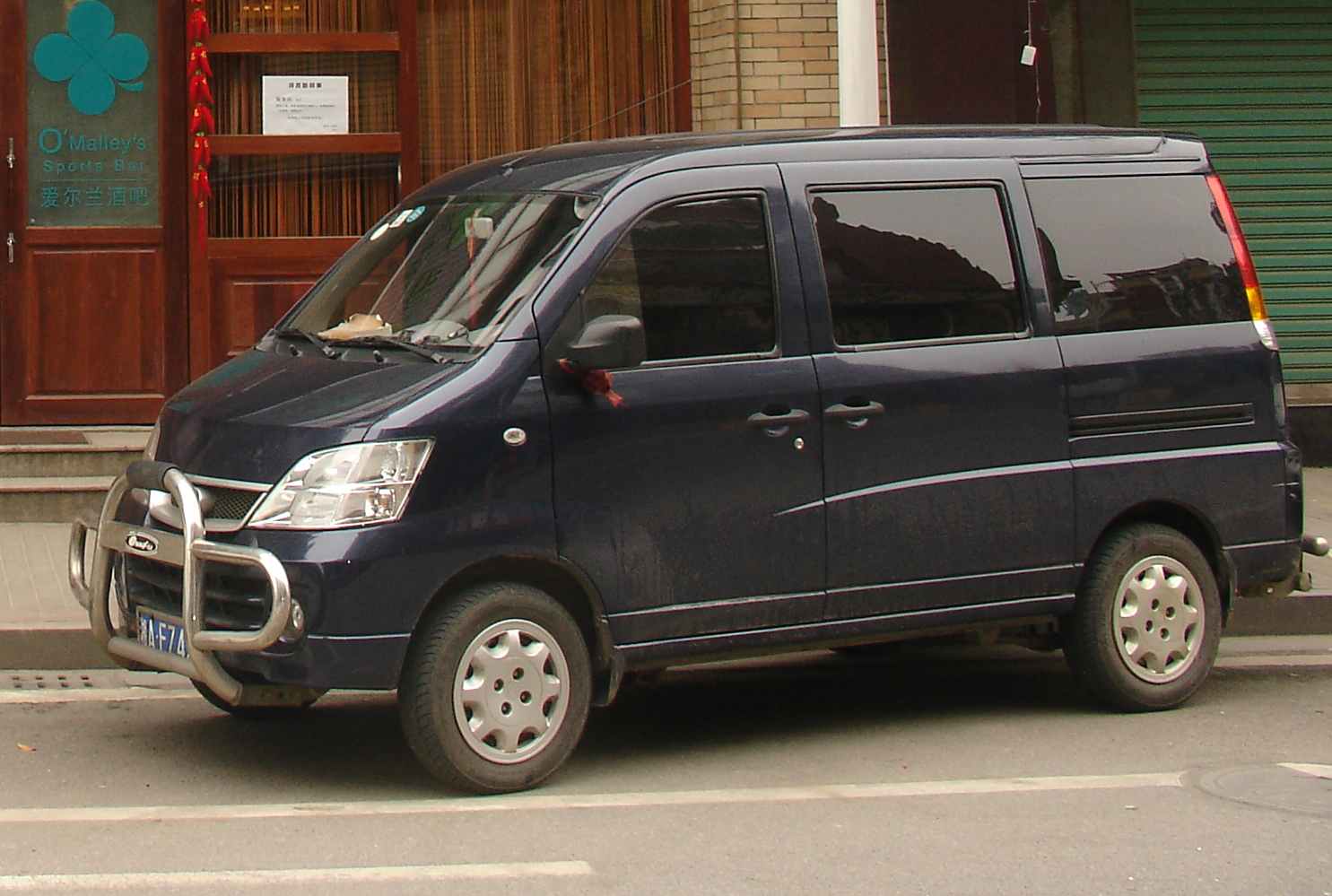
Changhe CH6390 «Freedom»
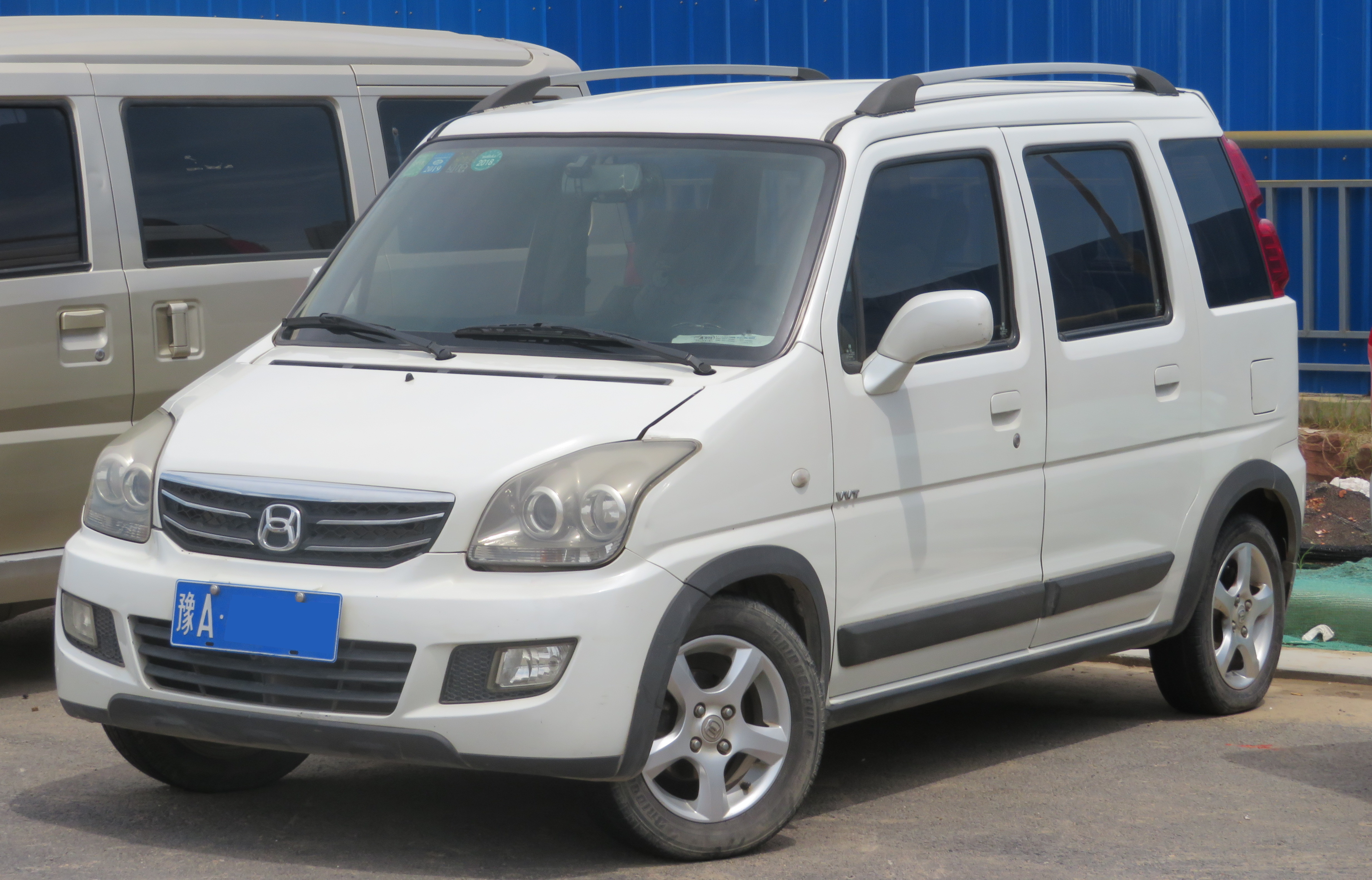
Changhe-Suzuki Beidouxing X5

## Модельный ряд
- Changhe Ideal
- Changhe Freedom
- Changhe Freedom M50
- Changhe Freedom M60
- Changhe Freedom M70
- Changhe Fuyun
- Changhe Haitun
- Changhe Q25
- Changhe Q35
- Changhe Q7
- Changhe Changlingwang (CH6353)/Changhe CH6321B
- Changhe A6
- Changhe Beidouxing

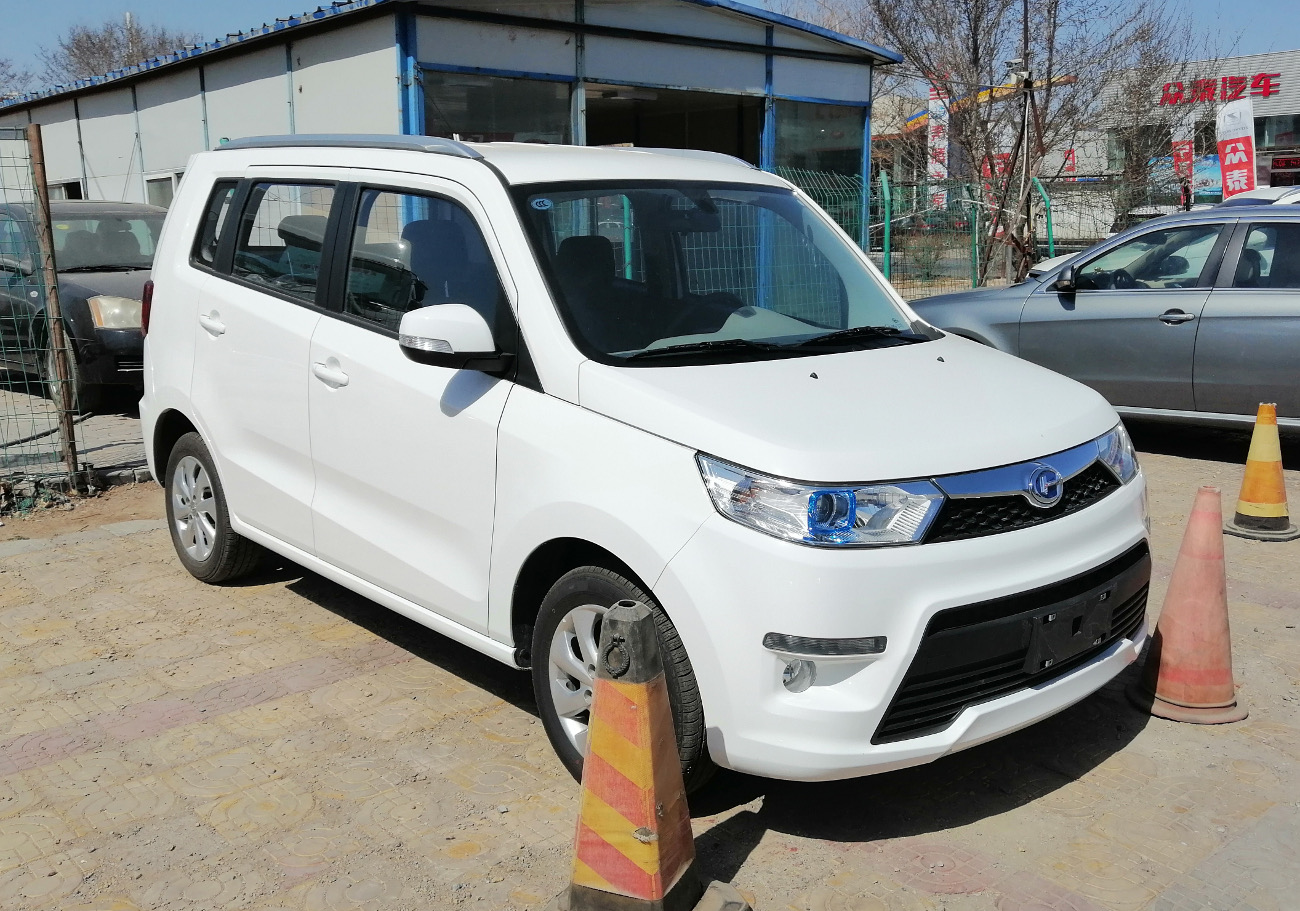
Changhe Beidouxing II
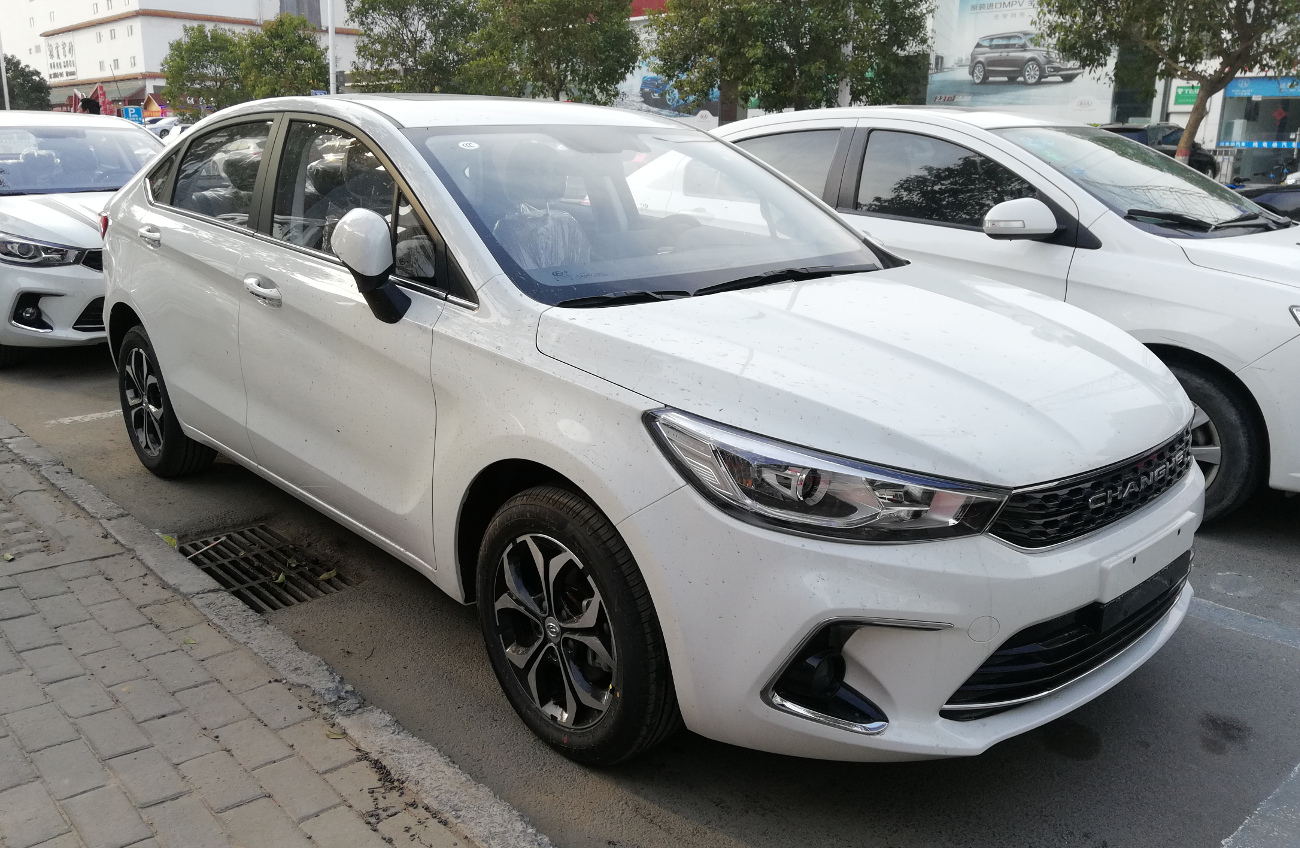
Changhe A6
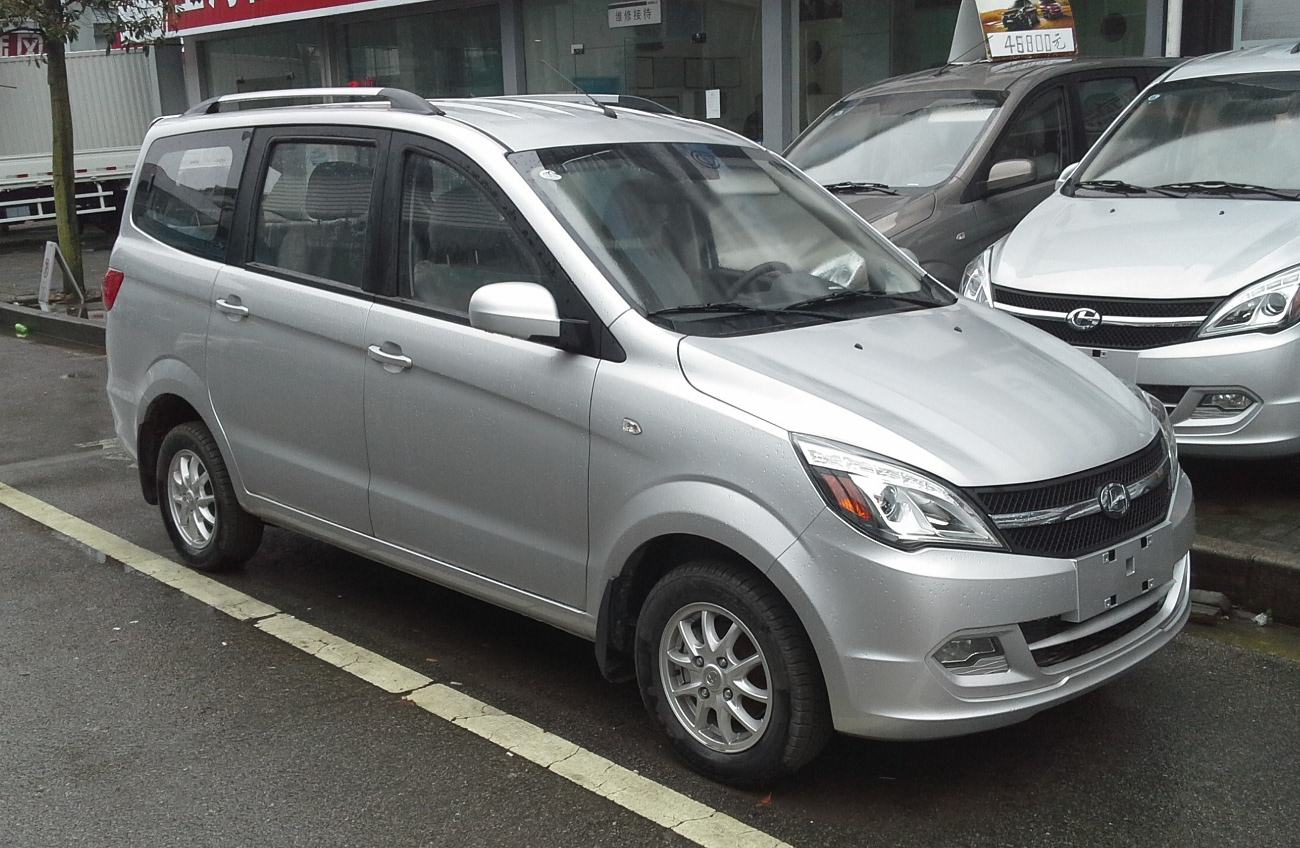
Changhe Freedom M50
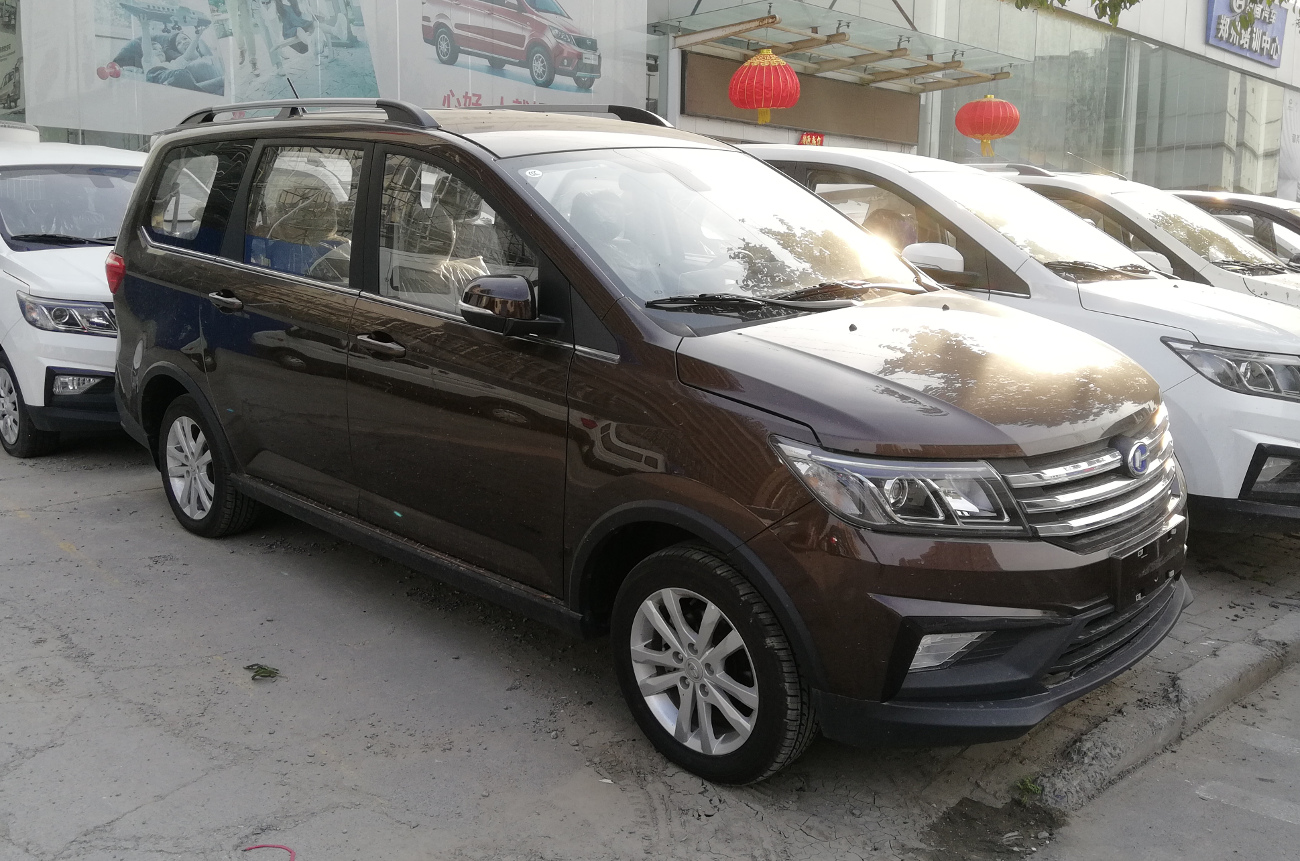
Changhe Freedom M70
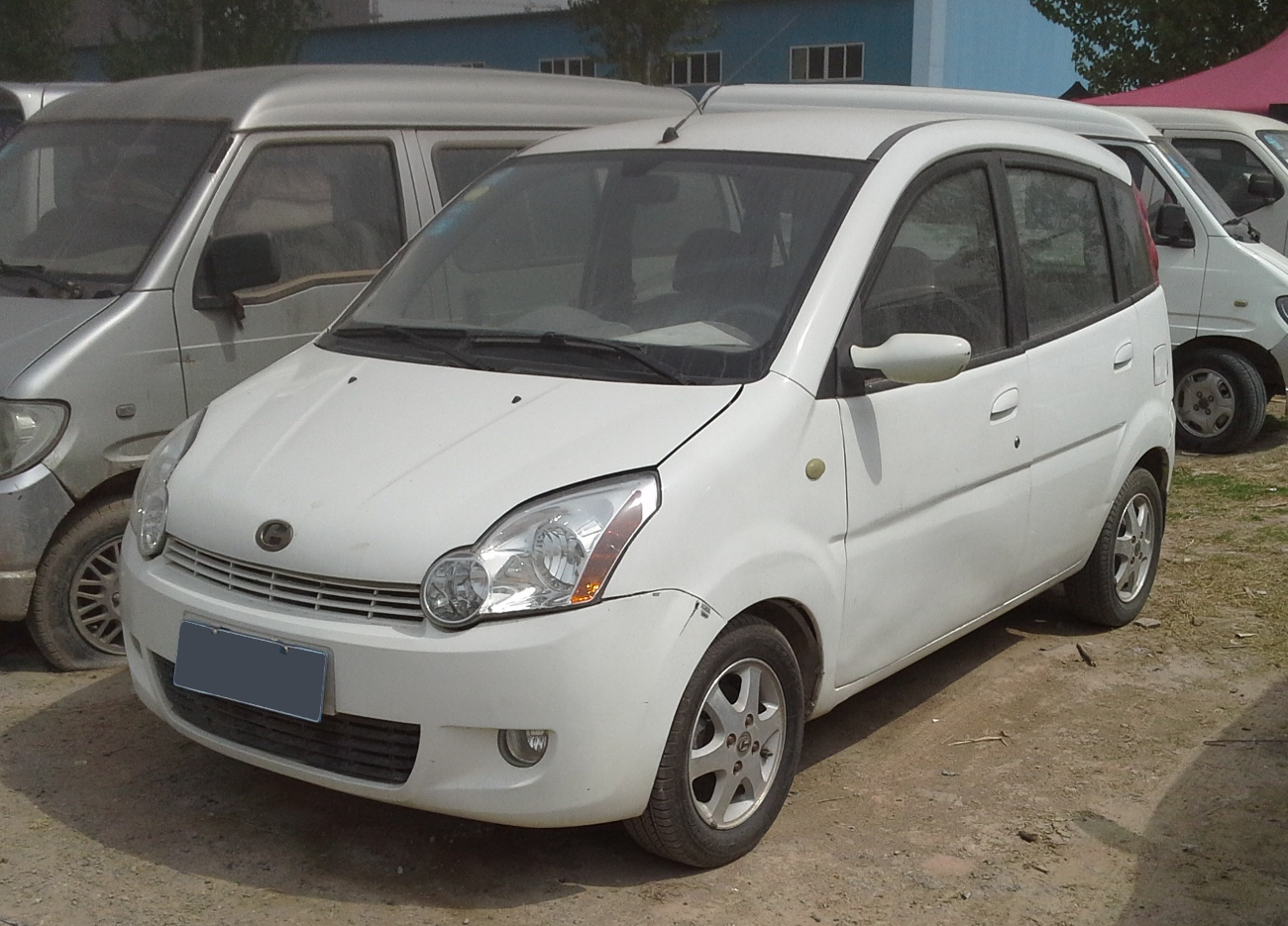
Changhe Ideal II
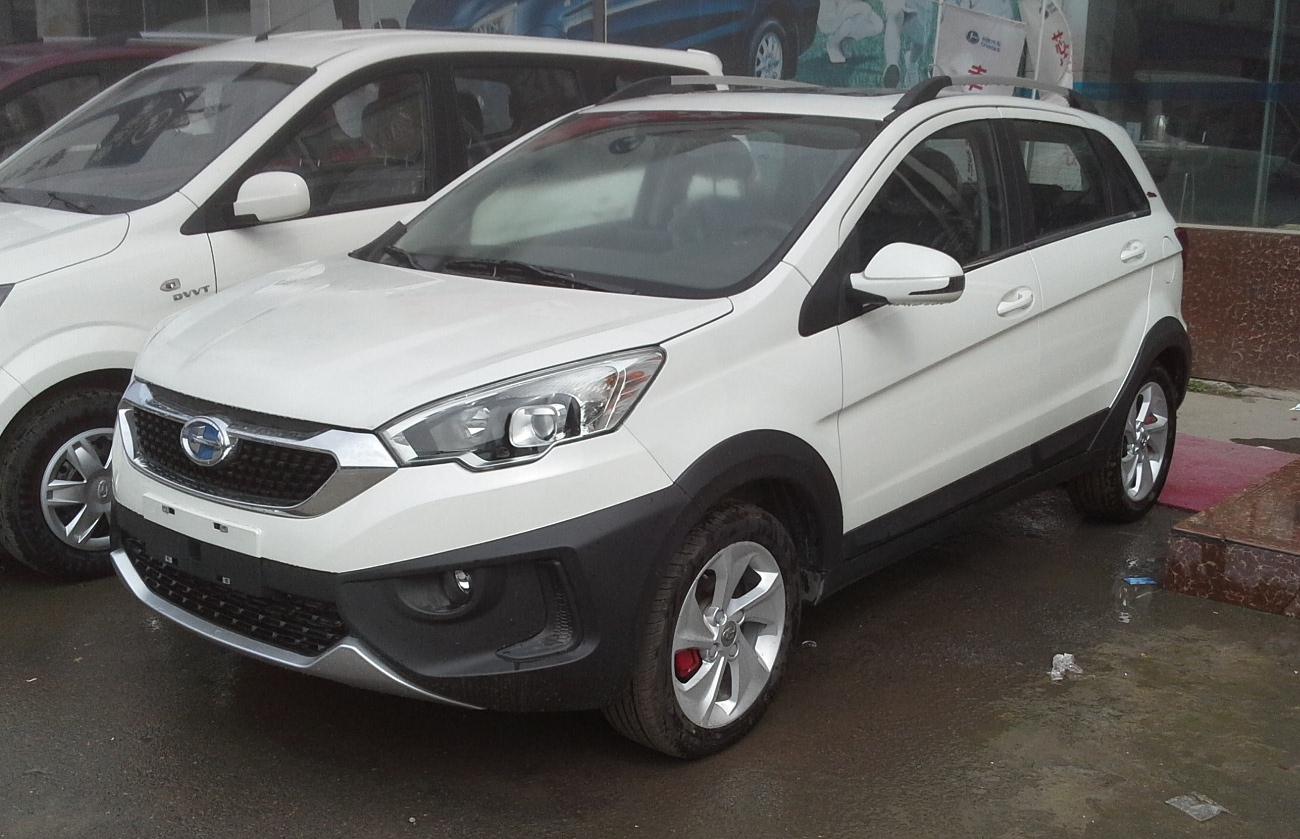
Changhe Q25
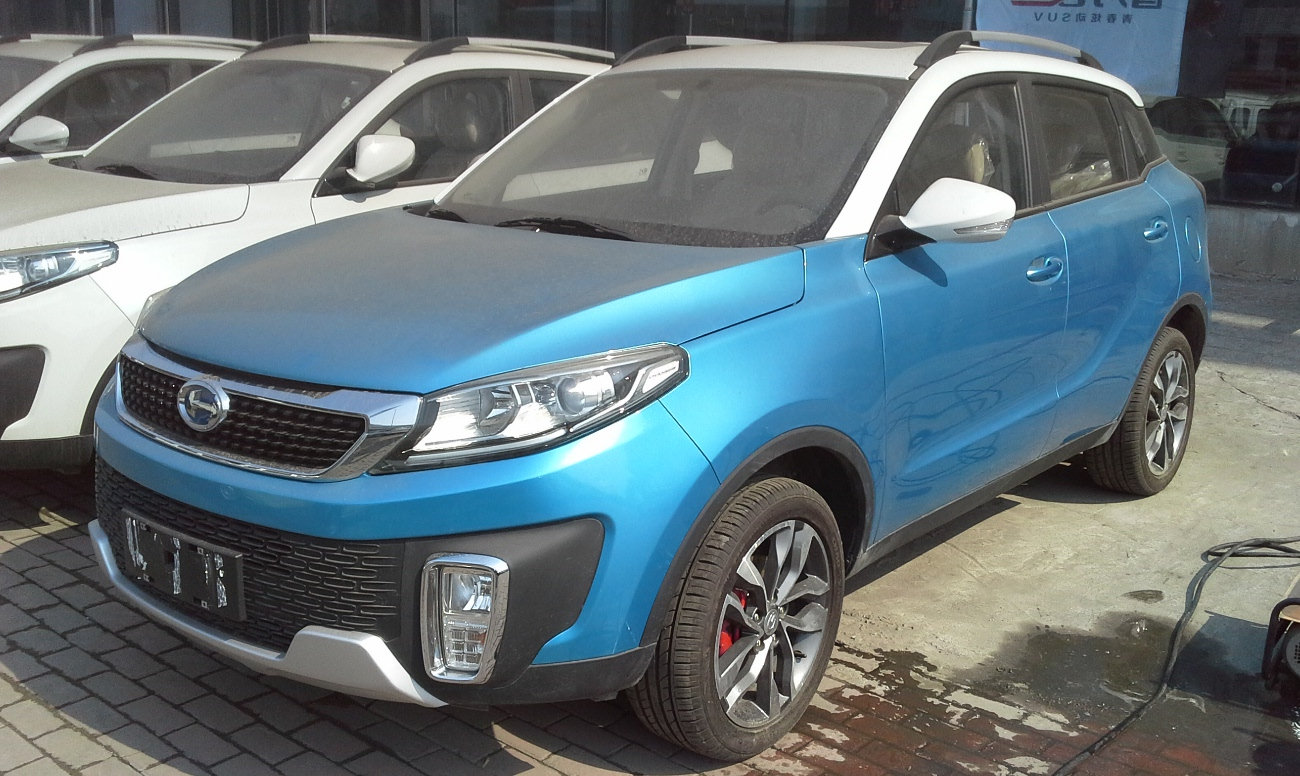
Changhe Q35
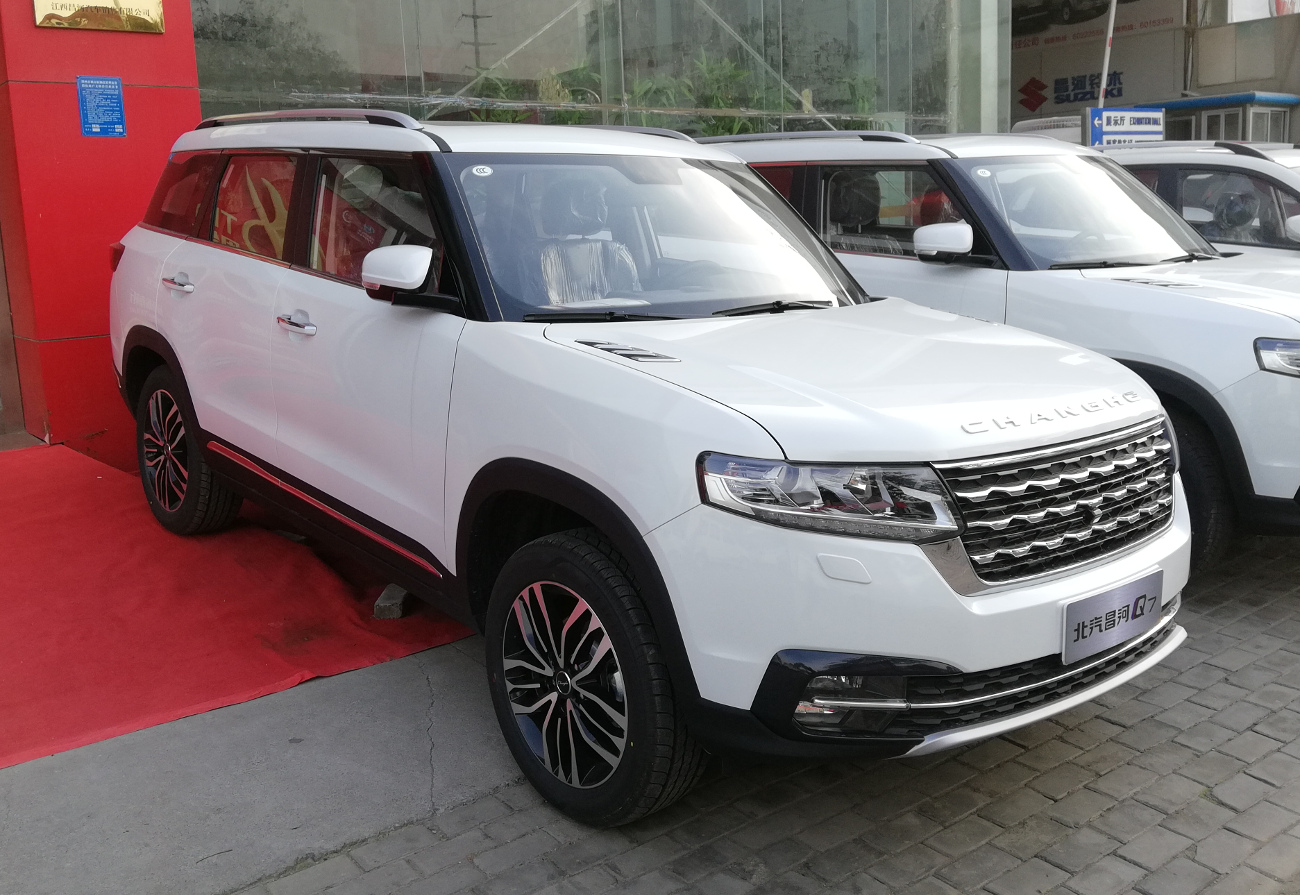
Changhe Q7